# Acalolepta cariosa
Acalolepta cariosa là một loài bọ cánh cứng trong họ Cerambycidae.